# Yvon Mvogo
Yvon Landry Mvogo Nganoma (Yaoundé, 6 giugno 1994) è un calciatore camerunese naturalizzato svizzero, portiere svincolato della nazionale svizzera.

## Biografia
Nato in Camerun, all'età di 6 anni è emigrato in Svizzera.

## Carriera

### Club
Fa il suo esordio in campionato l'8 dicembre 2013, dopo l'infortunio del titolare Marco Wölfli, durante la partita contro il Thun. Alcuni giorni dopo prolunga il contratto con la compagine bernese fino al 2018.
Viene successivamente acquistato dal RB Lipsia per 5 milioni di euro, entrando ufficialmente a far parte della squadra dal 1º luglio 2017.
In tre stagioni però gioca poche partite (a causa della presenza di Péter Gulácsi) e così il 25 agosto 2020 passa in prestito biennale al PSV dove ritrova il posto da titolare.
A fine prestito fa ritorno al Lipsia, che il 13 luglio 2022 lo cede a titolo definitivo ai francesi del Lorient.

### Nazionale
Gioca la sua prima partita con l'Under-21 a Pola il 14 novembre 2013 in occasione della partita valida per le qualificazioni all'Europeo 2015 contro la Croazia Under-21, vinta 2-0 dai rossocrociati.
Nonostante non avesse mai debuttato in Nazionale A, viene convocato per i Mondiali 2018. Il debutto arriva il 15 ottobre dello stesso anno nel successo per 1-2 contro l'Islanda in Nations League.
Nel 2021 viene convocato per gli europei.

## Statistiche

### Presenze e reti nei club
Statistiche aggiornate al 10 maggio 2025.
| Stagione          | Squadra           | Campionato        | Campionato | Campionato | Coppe nazionali | Coppe nazionali | Coppe nazionali | Coppe continentali | Coppe continentali | Coppe continentali | Altre coppe | Altre coppe | Altre coppe | Totale | Totale |
| Stagione          | Squadra           | Comp              | Pres       | Reti       | Comp            | Pres            | Reti            | Comp               | Pres               | Reti               | Comp        | Pres        | Reti        | Pres   | Reti   |
| ----------------- | ----------------- | ----------------- | ---------- | ---------- | --------------- | --------------- | --------------- | ------------------ | ------------------ | ------------------ | ----------- | ----------- | ----------- | ------ | ------ |
| 2011-2012         | Young Boys        | SL                | 0          | 0          | CS              | 0               | 0               | UEL                | 0                  | 0                  | -           | -           | -           | 0      | 0      |
| 2012-2013         | Young Boys        | SL                | 0          | 0          | CS              | 0               | 0               | UEL                | 0                  | 0                  | -           | -           | -           | 0      | 0      |
| 2013-2014         | Young Boys        | SL                | 20         | -32        | CS              | 1               | 0               | -                  | -                  | -                  | -           | -           | -           | 21     | -32    |
| 2014-2015         | Young Boys        | SL                | 35         | -44        | CS              | 0               | 0               | UEL                | 11                 | -12                | -           | -           | -           | 46     | -56    |
| 2015-2016         | Young Boys        | SL                | 34         | -46        | CS              | 2               | -3              | UCL+UEL            | 2+2                | -7 + -4            | -           | -           | -           | 40     | -60    |
| 2016-2017         | Young Boys        | SL                | 35         | -44        | CS              | 2               | -2              | UCL+UEL            | 4+6                | -11 + -4           | -           | -           | -           | 47     | -61    |
| Totale Young Boys | Totale Young Boys | Totale Young Boys | 124        | -166       |                 | 5               | -5              |                    | 25                 | -38                |             | -           | -           | 154    | -209   |
| 2017-2018         | RB Lipsia         | BL                | 1          | -1         | CG              | 0               | 0               | UCL+UEL            | 0                  | 0                  | -           | -           | -           | 1      | -1     |
| 2018-2019         | RB Lipsia         | BL                | 2          | -2         | CG              | 0               | 0               | UEL                | 10                 | -12                | -           | -           | -           | 12     | -14    |
| 2019-2020         | RB Lipsia         | BL                | 2          | -3         | CG              | 3               | -6              | UCL                | 1                  | 0                  | -           | -           | -           | 6      | -9     |
| Totale Lipsia     | Totale Lipsia     | Totale Lipsia     | 5          | -6         |                 | 3               | -6              |                    | 11                 | -12                |             | -           | -           | 19     | -24    |
| 2020-2021         | PSV               | E                 | 33         | -35        | CO              | 0               | 0               | UEL                | 10                 | -15                | -           | -           | -           | 43     | -50    |
| 2021-2022         | PSV               | E                 | 8          | -10        | CO              | 1               | -1              | UCL+UEL+UECL       | 0+0+2              | 0 + 0 + -2         | SO          | 0           | 0           | 11     | -13    |
| Totale PSV        | Totale PSV        | Totale PSV        | 41         | -45        |                 | 1               | -1              |                    | 12                 | -17                |             | 0           | 0           | 54     | -63    |
| 2022-2023         | Lorient           | L1                | 21         | -29        | CF              | 0               | 0               | -                  | -                  | -                  | -           | -           | -           | 21     | -29    |
| 2023-2024         | Lorient           | L1                | 34         | -66        | CF              | 0               | 0               | -                  | -                  | -                  | -           | -           | -           | 34     | -66    |
| 2024-2025         | Lorient           | L2                | 33         | -29        | CF              | 0               | 0               | -                  | -                  | -                  | -           | -           | -           | 33     | -29    |
| Totale Lorient    | Totale Lorient    | Totale Lorient    | 88         | -124       |                 | 0               | 0               |                    | -                  | -                  |             | -           | -           | 88     | -124   |
| Totale carriera   | Totale carriera   | Totale carriera   | 258        | -341       |                 | 9               | -12             |                    | 48                 | -67                |             | 0           | 0           | 315    | -420   |

### Cronologia presenze e reti in nazionale
| Cronologia completa delle presenze e delle reti in nazionale ― Svizzera | Cronologia completa delle presenze e delle reti in nazionale ― Svizzera | Cronologia completa delle presenze e delle reti in nazionale ― Svizzera | Cronologia completa delle presenze e delle reti in nazionale ― Svizzera | Cronologia completa delle presenze e delle reti in nazionale ― Svizzera | Cronologia completa delle presenze e delle reti in nazionale ― Svizzera | Cronologia completa delle presenze e delle reti in nazionale ― Svizzera | Cronologia completa delle presenze e delle reti in nazionale ― Svizzera |
| Data                                                                    | Città                                                                   | In casa                                                                 | Risultato                                                               | Ospiti                                                                  | Competizione                                                            | Reti                                                                    | Note                                                                    |
| ----------------------------------------------------------------------- | ----------------------------------------------------------------------- | ----------------------------------------------------------------------- | ----------------------------------------------------------------------- | ----------------------------------------------------------------------- | ----------------------------------------------------------------------- | ----------------------------------------------------------------------- | ----------------------------------------------------------------------- |
| 15-10-2018                                                              | Reykjavík                                                               | Islanda                                                                 | 1 – 2                                                                   | Svizzera                                                                | UEFA Nations League 2018-2019 - 1º turno                                | -1                                                                      |                                                                         |
| 14-11-2018                                                              | Lugano                                                                  | Svizzera                                                                | 0 – 1                                                                   | Qatar                                                                   | Amichevole                                                              | -1                                                                      |                                                                         |
| 11-11-2020                                                              | Lovanio                                                                 | Belgio                                                                  | 2 – 1                                                                   | Svizzera                                                                | Amichevole                                                              | -2                                                                      |                                                                         |
| 3-6-2021                                                                | San Gallo                                                               | Svizzera                                                                | 7 – 0                                                                   | Liechtenstein                                                           | Amichevole                                                              | -                                                                       |                                                                         |
| 12-9-2023                                                               | Sion                                                                    | Svizzera                                                                | 3 – 0                                                                   | Andorra                                                                 | Qual. Euro 2024                                                         | -                                                                       |                                                                         |
| 21-11-2023                                                              | Bucarest                                                                | Romania                                                                 | 1 – 0                                                                   | Svizzera                                                                | Qual. Euro 2024                                                         | -1                                                                      |                                                                         |
| 23-3-2024                                                               | Copenaghen                                                              | Danimarca                                                               | 0 – 0                                                                   | Svizzera                                                                | Amichevole                                                              | -                                                                       | 38’                                                                     |
| 26-3-2024                                                               | Dublino                                                                 | Irlanda                                                                 | 0 – 1                                                                   | Svizzera                                                                | Amichevole                                                              | -                                                                       |                                                                         |
| 4-6-2024                                                                | Lucerna                                                                 | Svizzera                                                                | 4 – 0                                                                   | Estonia                                                                 | Amichevole                                                              | -                                                                       |                                                                         |
| 18-11-2024                                                              | Santa Cruz de Tenerife                                                  | Spagna                                                                  | 3 – 2                                                                   | Svizzera                                                                | UEFA Nations League 2024-2025 - 1º turno                                | -3                                                                      |                                                                         |
| 25-3-2025                                                               | San Gallo                                                               | Svizzera                                                                | 3 – 1                                                                   | Lussemburgo                                                             | Amichevole                                                              | -1                                                                      |                                                                         |
| Totale                                                                  |                                                                         | Presenze                                                                | 11                                                                      |                                                                         | Reti                                                                    | -9                                                                      |                                                                         |

## Palmarès

### Club

#### Competizioni nazionali
- Coppa dei Paesi Bassi: 1

PSV: 2021-2022
- Supercoppa dei Paesi Bassi: 1

PSV: 2021
- Campionato francese di seconda divisione: 1

Lorient: 2024-2025